# Опалев, Максим Александрович

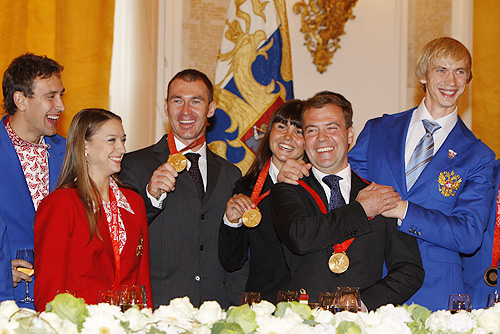
Опалев (третий слева) на встрече призёров Олимпийских игр 2008 года с Президентом РФ Д. А. Медведевым

Макси́м Алекса́ндрович О́палев (род. 4 апреля 1979 года в Волгограде, СССР) — российский гребец на каноэ, олимпийский чемпион 2008 года, 11-кратный чемпион мира, 14-кратный чемпион Европы, 4-кратный чемпион мира среди юниоров, многократный чемпион России. Заслуженный мастер спорта России (1999).
В 1999 году стал единственным каноистом, завоевавшим в один год все золото в каноэ-одиночка на Чемпионатах мира и Европы на дистанциях 200, 500 и 1000 метров.

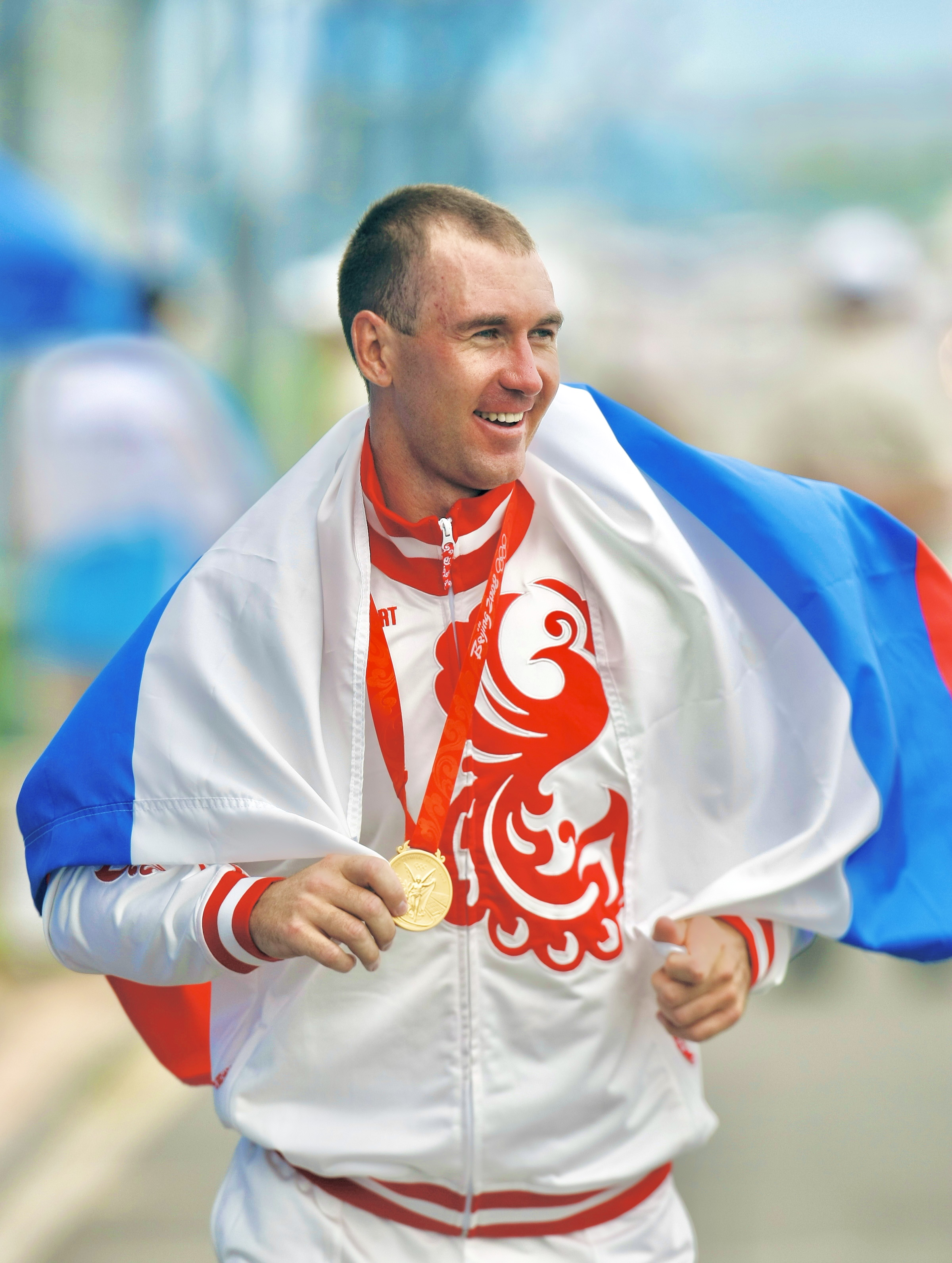
Максим Опалев после победы на Олимпийских играх в Пекине в 2008 году.

Капитан Вооруженных сил Российской Федерации.

## Биография

### Начало карьеры: 1995—1997
Заниматься спортом начался в возрасте 6-7 лет на гребной базе в Волгоградской области, где администратором работала его мама. Изначально Максим занимался греблей на байдарке, однако позже перешел на каноэ. В подростковом возрасте Опалев впервые начал выступать за местное спортивное общество «Спартак» Волгоград. Его первым тренером стал Юрий Степанов. Затем его сменил постоянный наставник спортсмена, заслуженный тренер России Владимир Марченко и заслуженный тренер России Александр Милеев.
В 1995 году стал членом юношеской национальной сборной России по гребле на байдарках и каноэ. В том же году завоевал свое первое международное золото на чемпионате мира среди юниоров в Яманаси, Япония. Получил две золотые медали в квалификациях С-4 на 500 м и С-2 на 1000 м. Спустя два года в 1997 году в Лахти, Финляндия, повторил достижение и завоевал еще два золота в квалификациях С-1 на 500 м и С-1 1000 м, тем самым став 4-х кратным чемпионом мира среди юниоров.

### Международная карьера и Олимпийское золото: 1997—2008
В 1997 прошел отбор в национальную сборную России по гребле на байдарках и каноэ. В составе сборной впервые отправился на чемпионат мира, который проходил в Дартмуте, Канада. Завоевал серебро в С-4 на дистанции 1000 м.
Через год в 1998 году принял участие в чемпионате мира в городе Сегед, Венгрия, где в возрасте 19 лет завоевал свое первое золотое в С-1 на олимпийской дистанции 500 м.
В 1999 году завоевал полный комплект золотых медалей на чемпионате Европы в Загребе, Хорватия, в каноэ-одиночка С-1 на всех трех дистанциях (200 м; 500 м; 1000 м.). В том же году завоевал три золотые медали на чемпионате мира в Милане, Италия, в каноэ-одиночка на дистанциях в 200, 500 и 1000 метров. Тогда же был признан лучшим спортсменом года России.
В 2000 году выступил на Чемпионате Европы по гребле на байдарках и каноэ в польском городе Познань, где завоевал золото в С-1 на 500 метров и бронзу в С-1 на 1000 метров.
В 2000 году впервые принял участие в летних Олимпийских играх, которые проходили в городе Сидней, Австралия. Завоевал серебро в каноэ-одиночка на дистанции 500 метров, уступив венгерскому гребцу Дьёрдю Колоничу. Был единственным российским гребцом, принесшим медаль сборной России.
После выступления на Олимпиаде продолжил выступать на международных соревнованиях. В 2001 году на чемпионате Европы в Милане, Италия, завоевал серебро в С-1 на дистанции 200 м. и бронзу в С-1 на дистанции 500 м. В этом же году выступил на чемпионате мира в городе Познань, Польша, где завоевал две медали в каноэ-одиночка С-1: золото на дистанции 500 м. и серебро на 200 м. и бронзовую награду в С-4 на дистанции 200 м.
В 2002 году на чемпионате Европы в городе Сегед, Венгрия, установил мировой рекорд в каноэ-одиночка на дистанции 500 метров — 1 мин 45,614 сек — и завоевал сразу 3 золотые награды (С-1 200 м; С-1 500 м; С-4 200 м.), а также одно серебро в каноэ-одиночка С-1 на 1000 метров. В этом же году завоевал три золотые награды (С-1 200 м; С-1 500 м; С-4 200 м.) на чемпионате мира в Севилье, Испания, а также одно серебро (С-1 1000 м.).
В 2003 году на чемпионате мира в Гейнсвиле, США, завоевал три золотые медали — одну в каноэ-одиночка на дистанции 200 м. и две в командном соревновании С-4 на 200 м. и 500 м. Также завоевал серебро в С-1 на дистанции 500 м. и бронзу С-1 на 1000 м.
В 2004 году завоевал две золотые медали на чемпионате Европы в городе Познань, Польша, в С-1 на дистанциях в 200м и 500 м.
В 2004 году в составе сборной России по гребле на байдарках и каноэ принял участие в летних Олимпийских играх в Афинах. Завоевал бронзовую медаль в соревнованиях каноэ-одиночка на дистанции 500 метров, также принял участие в С-1 на 1000 метров, где занял 6-е место.
На чемпионате Европы в 2005 году в Познани, Польша, завоевал две золотые (С-1 200 м; С-1 500 м.) и две серебряные награды (С-1 1000 м; С-4 200м). В 2005 году принял участие в чемпионате мира в Загребе, Хорватия, где завоевал три медали: золото в С-4 на 200 м, серебро в С-1 на 200 м. и бронзу в С-1 на 500 м.
В 2006 году завоевал две золотые и одну бронзовую награду на чемпионате Европы в Рачице, Чехия. Золото досталось за традиционно победные дистанции в каноэ-одиночка на 200 м. и 500 м. Бронза досталась в С-1 на 1000 м. В этом же году на чемпионате мира в городе Сегед, Венгрия, завоевал золотую медаль в С-1 на дистанции 500 м.
В 2007 году завоевал две серебряные награды на чемпионате Европы в Понтеведре, Испания, в С-1 на 200 м. и 1000 м. На чемпионате мира в Дуйсбург, Германия, в 2007 году завоевал серебро в С-1 на дистанции в 200 метров.
В 2010 году в Трасоне, Испания, завоевал золото на чемпионате Европы в С-4 на дистанции 1000 метров.
В 2008 году одержал победу на летних Олимпийских играх в Пекине, где завоевал золото в каноэ-одиночка на дистанции 500 метров.
После победы на Олимпиаде в Пекине завершил спортивную карьеру. Позже пытался отобраться в состав сборной России на летние Олимпийские игры в Лондоне (2012), но снял свою кандидатуру с отбора.
После Олимпиады в Пекине квалификация С-1 на 500 метров была исключена из перечня соревнований летних Олимпийских игр. По этой причине Опалев остается последним и действующим Олимпийским чемпионом в гребле на байдарках и каноэ в каноэ-одиночка на дистанции 500 метров.

## Спортивные достижения
- 4 раза подряд (1998, 1999, 2001, 2002) побеждал на чемпионате мира на «коронной» дистанции 500 м в одиночке. В 2006 году сумел в 5-й раз стать чемпионом мира на этой дистанции
- 9 из 11 своих золотых медалей чемпиона мира Опалев завоевал на индивидуальных дистанциях — 200, 500 и 1000 м, а 2 раза выигрывал дистанции 200 м в составе российской четвёрки
- Рекордсмен мира на дистанции 500 метров в одиночке — 1 мин 45,614 сек (2002, Сегед)
- На Олимпиаде в Афинах на своей любимой дистанции 500 м Опалев показал лучшее время в предварительном раунде и со старта финала лидеровал, но  на последних метрах дистанции его обошли немец Андреас Диттмер и испанец Давид Каль.

В июле 2008 года Опалев выиграл национальный олимпийский отбор и стартовал от России на дистанции 500 м в одиночке на Олимпиаде в Пекине, завоевав золотую медаль.
После пекинской Олимпиады ушёл из спорта и стал заместителем председателя спорткомитета Волгоградской области. Заместитель председателя Комиссии спортсменов при ОКР.
В 2009 году вернулся в большой спорт, чтобы принять участие в Олимпиаде в Лондоне в 2012 году на новой дистанции 200 м. В итоге не сумел отобраться на Игры в Лондоне, куда отправился Иван Штыль, завоевавший бронзу.

## Образование
С 1996 по 2001 год обучался в Волгоградской Государственной Академии физической культуры по специальности «Физическая культура и спорт».
С 2001 по 2004 год обучался в аспирантуре Волгоградской Государственной Академии физической культуры (ВГАФК).
В 2005 году защитил кандидатскую диссертацию на тему «Критерии отбора и спортивной ориентации юных гребцов-каноистов», в результате чего получил научное звание кандидата педагогических наук.
В 2014 году прошел обучение по повышению квалификации в АНО Российский Международный Олимпийский Университет по специальности «Спортивный менеджмент».
С 2018 по 2020 год обучался в магистратуре Российской Академии народного хозяйства и государственной службы при Президенте РФ (РАНХиГС), где с отличием закончил программу «Государственное и муниципальное управление».
В 2020 году в Волгоградской государственной академии физической культуры прошел обучение на повышение квалификации по 120-часовой дополнительной программе «Организационно-методические аспекты физического воспитания студентов высших учебных заведений».
Дважды становился лауреатом специальной стипендии Президента России для студентов-спортсменов (2000, 2002).

## Трудовая деятельность
В период с 1998 по 2009 год работал спортсменом-инструктором сборной команды России по гребле на байдарках и каноэ в Центре спортивной подготовки сборных команд России.
В 2009 году был назначен помощником Главы Администрации Волгоградской области. В том же 2009 году ему был присвоен классный чин Государственного советника 3 класса.
С 2009 по 2013 год работал заместителем председателя комитета по физической культуре и спорту Администрации Волгоградской области.
В период с 2013 по 2017 год был директором Центра спортивной подготовки по гребным видам спорта Волгоградской области.
Является вице-президентом Всероссийской федерации гребли на байдарках и каноэ. Также возглавляет Союз олимпийских чемпионов Волгоградской области.

## Награды и звания
- Орден Почёта — За большой вклад в развитие физической культуры и спорта, высокие спортивные достижения на Играх XXIX Олимпиады 2008 года в Пекине[15]
- Медаль ордена "За заслуги перед Отечеством" II степени — За большой вклад в развитие физической культуры и спорта, высокие спортивные достижения на Играх XXVIII Олимпиады 2004 года в Афинах[16]
- Орден Дружбы — За большой вклад в развитие физической культуры и спорта, высокие спортивные достижения на Играх XXVII Олимпиады 2000 года в Сиднее[17]
- Заслуженный мастер спорта России